# La Glace à trois faces
La Glace à trois faces è un film del 1927 diretto da Jean Epstein.
Il soggetto è basato su un racconto di Paul Morand.

## Trama
Le scene del film non seguono una successione temporale ordinata in prima e dopo.
1. Pearl esce da un ristorante, in lacrime, e confida a un signore più anziano le proprie pene d’amore. Anche l’uomo esce dal ristorante.
Pearl e l’uomo sono in casa: lui riceve alcune telefonate. Pearl si mette un anello, dono dell’uomo.
Al ristorante l’uomo “offre” Pearl a un altro avventore che la guardava insistentemente.
L’uomo ritira da un garage a più piani una macchina sportiva.
L’uomo lascia a Pearl un biglietto in cui dice che deve partire e le dà un appuntamento per il postdomani.
L’uomo incomincia un viaggio in auto per la provincia francese.
2. La scultrice Athalia, durante un ricevimento nel proprio atelier racconta a un signore più anziano del suo amore per l’uomo. 
In un parco, dove insegue la propria scimmietta che le è sfuggita, Athalia incontra l’uomo a cavallo.
Athalia scopre la propria nuova scultura durante il ricevimento, alla presenza dell’uomo. 
L’uomo interrompe il proprio viaggio in auto per scrivere una cartolina ad Athalia nella quale si scusa per non essersi presentato a un appuntamento, poi riparte.
3. Lucie si lamenta con una signora più anziana del fatto che l’uomo se ne sia andato via improvvisamente da casa sua, la sera precedente.
L’uomo e Lucie arrivano in una località balneare, fanno un giro in barca, poi si siedono al tavolino di un bar.
L’uomo scende dall’auto per mandare, dall’ufficio postale, un telegramma a Lucie in cui si scusa della propria assenza dovuta a un affare urgente, poi assiste a una festa popolare.
L’uomo riprende la corsa in macchina, sempre più veloce e incurante dei segnali stradali di pericolo, finché esce di strada e muore.